# Gösta Werner (konstnär)

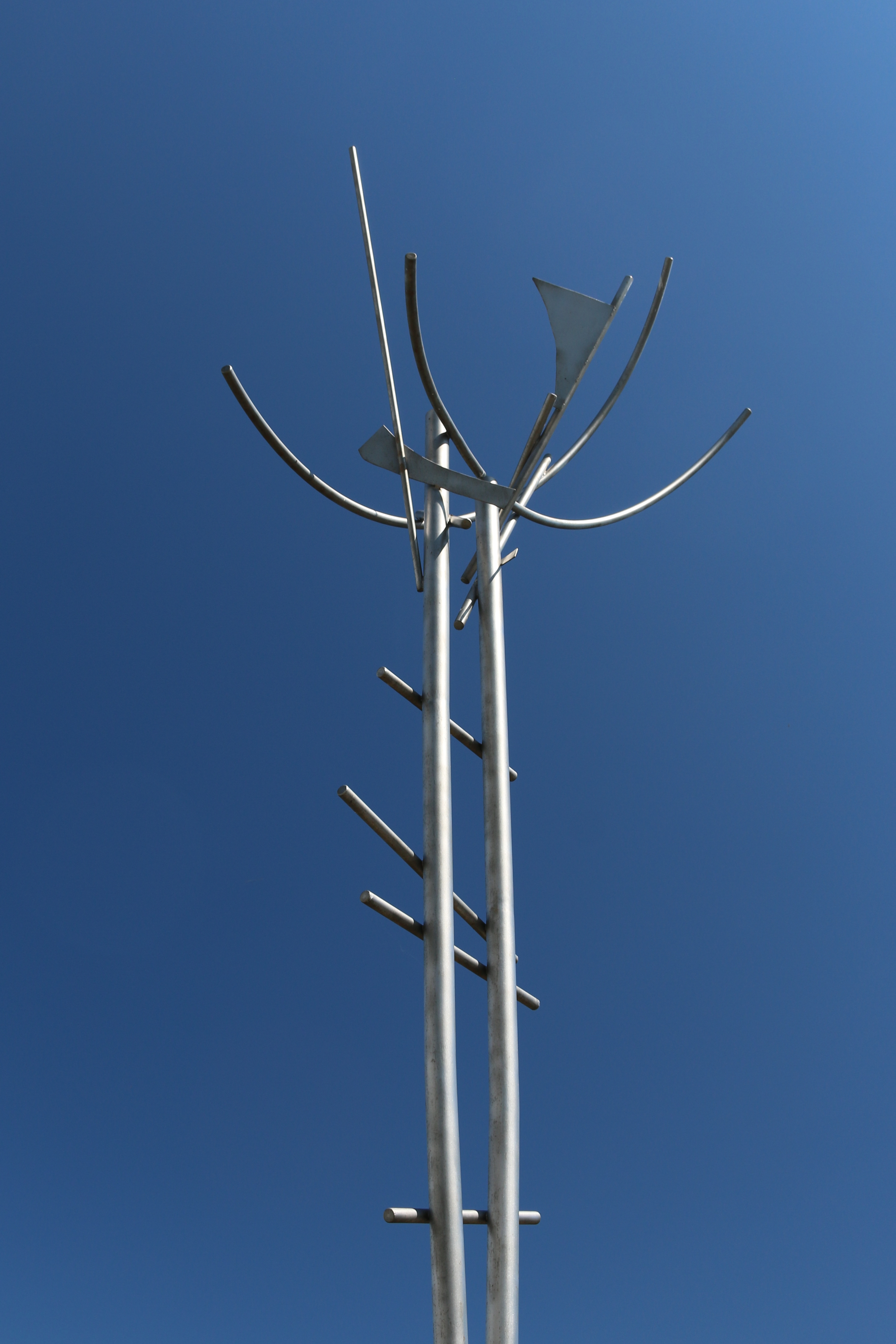
Skulpturen Riggmasten i Simrishamn

Gustaf (Gösta) Werner, född 30 maj 1909 i Örnsköldsvik, död 13 november 1989, var en svensk målare, tecknare, grafiker och skulptör.

## Biografi
Han var son till droskägaren August Anton Werner och Lilly Maria Strömberg samt bror till Nalle Werner. Efter realskolan gick Werner till sjöss. Han vidarebildade sig och blev sjökapten 1935 som kompletterades med en meteorologisk examen 1944. Efter andra världskriget blev han konstnär på heltid. Han studerade för Isaac Grünewald 1944–1947 och vid Académie Libre i Stockholm 1947–1948 samt hos André Lhote i Paris 1949. I slutet av 1950-talet köpte han ett sommarhus i Örnahusen på Österlen. Han tilldelades stipendium från Kungafonden 1953 och 1963 samt Västernorrlands läns kulturstipendium 1964 och Stockholms stads stipendium 1965.
Till att börja med målade Werner klart realistiska stilleben, aktstudier och landskap i en färgskala som han lärde sig hos Lhote. Han övergick senare till ett mer Nonfigurativt måleri. På 1960-talets början var han medlem i spontanistgruppen Aktiv Färg. Från mitten av 1960-talet och framåt var hans konst figurativt modernistiskt marinmåleri. Vanligt i Werners måleri var att han integrerade text (till exempel skeppsnamn eller destinationshamnar) i bilden. Som grafiker arbetade han med linoleumsnitt och litografi och som tecknare medverkade han med teckningar i årsboken Vintergatan och tidskriften Horisont. 
Separat ställde han bland annat ut De ungas salong, Gummesons konsthall och Galerie Pierre i Stockholm samt i Sundsvall, Stockviksverken, Lund, Örnsköldsvik och på Galerie du Haut Pavé i Paris. Tillsammans med sin bror ställde han ut i Norrköping 1951 och tillsammans med Sven Alfons och Erik Karlsson i Visby 1953 samt tillsammans med Maj Arnell och Leoo Verde i Skövde. Han medverkade i ett flertal samlingsutställningar på Galerie Iris Clert i Paris 1958–1962, gruppen Aktiv färgs utställning på Galerie Blanche, Liljevalchs Stockholmssalonger samt Sveriges allmänna konstförenings utställningar i Stockholm och samlingsutställningar i Dortmund, Zürich och London. 
I Simrishamn på Österlen finns Museum Gösta Werner och Havet och han är även representerad vid Nationalmuseum, Moderna museet i Stockholm, Kalmar konstmuseum, Norrköpings Konstmuseum, Dalarnas museum och Lunds universitets konstmuseum.

### Fotnoter
1. ↑  Libris
2. ↑  Nationalmuseum
3. ↑  Moderna museet
4. ↑  Kalmar konstmuseum
5. ↑  Holmer, Kerstin. (2000). Norrköpings Konstmuseum Katalog. Konstmuseum. ISBN 91-88244-22-9. OCLC 485653271. https://www.worldcat.org/oclc/485653271. Läst 20 januari 2021